# Torneo de Acapulco 2024
El Abierto Mexicano Telcel 2024 fue un evento de tenis profesional de la categoría ATP 500 que se juega en pistas duras. Se trató de la 31.a edición del torneo que forma parte del ATP Tour 2024.  
Se disputa en Acapulco de Juárez, Guerrero, México, del 26 de febrero al 2 de marzo de 2024en el Princess Mundo Imperial.

## Distribución de puntos
| Modalidad            | Campeón | Finalista | Semifinales | Cuartos de final | 2.ª ronda | 1.ª ronda | Clasificados | 2.ª ronda de clasificación | 1.ª ronda de clasificación |
| Individual masculino | 500     | 330       | 200         | 100              | 50        | 0         | 25           | 13                         | 0                          |
| Dobles masculino     | 500     | 300       | 180         | 90               | –         | –         | 45           | 25                         | 0                          |

## Cabezas de serie

### Individuales masculino
| Tenista            | Ranking | Preclasificado |
| Alexander Zverev   | 6       | 1              |
| Holger Rune        | 7       | 2              |
| Álex de Miñaur     | 9       | 3              |
| Taylor Fritz       | 10      | 4              |
| Stefanos Tsitsipas | 11      | 5              |
| Casper Ruud        | 12      | 6              |
| Tommy Paul         | 14      | 7              |
| Frances Tiafoe     | 15      | 8              |

- Ranking del 19 de febrero de 2024.[2]

### Dobles masculino
| Tenistas                       | Ranking | Preclasificado |
| Santiago González Neal Skupski | 17      | 1              |
| Hugo Nys Jan Zieliński         | 49      | 2              |
| Rinky Hijikata Joe Salisbury   | 61      | 3              |
| Sadio Doumbia Fabien Reboul    | 69      | 4              |

## Campeones

### Individual masculino
Álex de Miñaur venció a  Casper Ruud por 6-4, 6-4

### Dobles masculino
Hugo Nys /  Jan Zieliński vencieron a  Santiago González /  Neal Skupski por 6-3, 6-2